# Screenfetch
Screenfetch es una aplicación libre y de código abierto para los sistemas GNU/Linux que al ejecutarse en la terminal recopila información del sistema y la muestra al usuario de forma amigable, incluyendo un logotipo de la distro que se está utilizando en formato ASCII.

## Datos que muestra
Screenfetch muestra al ejecutarse diferentes datos en forma de lista, dependiendo de si se ejecuta en modo gráfico o en modo texto:

### Modo gráfico
1. El logo de la distribución Linux usada
2. El nombre de usuario y el nombre del equipo con el siguiente formato: user@hostname.
3. El nombre de la distribución Linux usada
4. La versión del kernel que se está ejecutando
5. El tiempo transcurrido desde que se inició el sistema
6. El número de paquetes instalados en el sistema
7. El intérprete de comandos por defecto del usuario
8. La resolución de pantalla
9. El entorno de escritorio utilizado
10. El gestor de ventanas usado
11. El tema del gestor de ventanas utilizado
12. El tema del entorno de escritorio utilizado
13. El tema de iconos usado
14. La fuente o tipografía usada por defecto
15. El modelo del procesador usado en el equipo
16. El modelo de la tarjeta gráfica
17. La memoria RAM usada y disponible del sistema

### Modo texto
1. El logo de la distribución Linux usada
2. El nombre de usuario y el nombre del equipo con el siguiente formato: user@hostname.
3. El nombre de la distribución Linux usada
4. La versión del kernel que se está ejecutando
5. El tiempo transcurrido desde que se inició el sistema
6. El número de paquetes instalados en el sistema
7. El intérprete de comandos por defecto del usuario
8. El modelo del procesador usado en el equipo
9. La memoria RAM usada y disponible del sistema

## Instalación
Screenfetch no se encuentra en los repositorios de Debian, por lo que en éstas y otras distros se instala de la siguiente manera:
```
cd /usr/bin
sudo wget -c https://raw.github.com/KittyKatt/screenFetch/master/screenfetch-dev -O screenfetch 
sudo chmod +x screenfetch
```

Ya que el programa es un script de bash, este método funcionará en todas las distribuciones.
Para desinstalar screenfetch, en el caso de que haya sido instalado por el método anterior, se siguen los siguientes pasos:
```
sudo rmdir -r /usr/bin/screenfetch 
```

## Opciones avanzadas
- Es posible tomar una captura de pantalla de screenfetch, especificando un programa, inclusive si se está desde el modo texto con el siguiente comando:

```
screenfetch -s
```

- Para no mostrar el logo de la distribución usada, ejecuta:

```
screenfetch -n
```

- Para mostrar la información requerida únicamente del color configurado en la terminal, ejecuta:

```
screenfetch -N
```

- Para no mostrar los valores que screenfetch no ha podido autodetectar, ejecuta:

```
screenfetch -E
```

- Para mostrar sólo el color del logotipo de la distribución usada, ejecuta:

```
screenfetch -L
```

Este valor puede ir variando con el parámetro -c x, donde x es un número del 0 a 9, que representa el color con el que se muestra el logotipo.
- Para mostrar la información como una determinada distro, ejecuta:

```
screenfetch -D 'distro'
```

Donde distro es el nombre de la distribución a emular
- Para mostrar la información de tu distro, pero con diferente logotipo, ejecuta:

```
screenfetch -A 'distro'
```

Donde distro es el nombre de la distribución a emular